# Hypocala pierreti
Hypocala pierreti är en fjärilsart som beskrevs av Achille Guenée 1852. Hypocala pierreti ingår i släktet Hypocala och familjen nattflyn. Inga underarter finns listade i Catalogue of Life.